# Mediopassiv (islandsk)
På islandsk er mediopassiven en verbalform som er opstået ved, at det refleksive pronomen sik blev tilføjet verbalstammen. Dette blev senere trukket sammen til infinitivendelsen -sk som igen udviklede sig til -st på moderne islandsk. Mediopassiven har sin egen konjugation som illustreret med eksemplet telja (tælle) vs. teljast (blive talt som, blive anset for). De to konjugationer følger.
Telja går sådan
|                   | Infinitiv: telja (tælle) | Infinitiv: telja (tælle) | Infinitiv: telja (tælle) | Infinitiv: telja (tælle) | Infinitiv: telja (tælle) | Infinitiv: telja (tælle) | Infinitiv: telja (tælle) | Infinitiv: telja (tælle) |
| Indikativ præsens | Indikativ præsens        | Konjunktiv præsens       | Konjunktiv præsens       | Indikativ præteritum     | Indikativ præteritum     | Konjuntiv præteritum     | Konjuntiv præteritum     |                          |
| Singularis        | Pluralis                 | Singularis               | Pluralis                 | Singularis               | Pluralis                 | Singularis               | Pluralis                 |                          |
| ----------------- | ------------------------ | ------------------------ | ------------------------ | ------------------------ | ------------------------ | ------------------------ | ------------------------ | ------------------------ |
| 1. person         | tel                      | teljum                   | telji                    | teljum                   | taldi                    | töldum                   | teldi                    | teldum                   |
| 2. person         | telur                    | teljið                   | teljir                   | teljið                   | taldir                   | tölduð                   | teldir                   | telduð                   |
| 3. person         | telur                    | telja                    | telji                    | telji                    | taldi                    | töldu                    | teldi                    | teldu                    |

mens teljast konjugeres således
|                   | Infinitiv: teljast (blive talt som, blive anset for) | Infinitiv: teljast (blive talt som, blive anset for) | Infinitiv: teljast (blive talt som, blive anset for) | Infinitiv: teljast (blive talt som, blive anset for) | Infinitiv: teljast (blive talt som, blive anset for) | Infinitiv: teljast (blive talt som, blive anset for) | Infinitiv: teljast (blive talt som, blive anset for) | Infinitiv: teljast (blive talt som, blive anset for) |
| Indikativ præsens | Indikativ præsens                                    | Konjunktiv præsens                                   | Konjunktiv præsens                                   | Indikativ præteritum                                 | Indikativ præteritum                                 | Konjuntiv præteritum                                 | Konjuntiv præteritum                                 |                                                      |
| Singularis        | Pluralis                                             | Singularis                                           | Pluralis                                             | Singularis                                           | Pluralis                                             | Singularis                                           | Pluralis                                             |                                                      |
| ----------------- | ---------------------------------------------------- | ---------------------------------------------------- | ---------------------------------------------------- | ---------------------------------------------------- | ---------------------------------------------------- | ---------------------------------------------------- | ---------------------------------------------------- | ---------------------------------------------------- |
| 1. person         | telst                                                | teljumst                                             | teljist                                              | teljumst                                             | taldist                                              | töldumst                                             | teldist                                              | teldumst                                             |
| 2. person         | telst                                                | teljist                                              | teljist                                              | teljist                                              | taldist                                              | töldust                                              | teldist                                              | teldust                                              |
| 3. person         | telst                                                | teljast                                              | teljist                                              | teljist                                              | taldist                                              | töldust                                              | teldist                                              | teldust                                              |

Man ser at mediopassivens bøjning er væsentlig simplere end aktivens.
Det skal også nævnes, at samtlige mediopassive verber kun bruger participium præteritum for at danne hjælpekonstruktioner og faldbøjes altså ikke, med undtagelserne sestur (har sat sig) og lagstur (har lagt sig). Begge faldbøjes som islandske adjektiver.
For fuldstændighedens skyld angives begges bøjning.
| Sestur (har sat sig), positiv, stærk bøjning | Sestur (har sat sig), positiv, stærk bøjning | Sestur (har sat sig), positiv, stærk bøjning | Sestur (har sat sig), positiv, stærk bøjning | Sestur (har sat sig), positiv, stærk bøjning | Sestur (har sat sig), positiv, stærk bøjning | Sestur (har sat sig), positiv, stærk bøjning |
|                                              | Singularis                                   | Singularis                                   | Singularis                                   | Pluralis                                     | Pluralis                                     | Pluralis                                     |
|                                              | Maskulinum                                   | Femininum                                    | Neutrum                                      | Maskulinum                                   | Femininum                                    | Neutrum                                      |
| -------------------------------------------- | -------------------------------------------- | -------------------------------------------- | -------------------------------------------- | -------------------------------------------- | -------------------------------------------- | -------------------------------------------- |
| nominativ                                    | sestur                                       | sest                                         | sest                                         | sestir                                       | sestar                                       | sest                                         |
| akkusativ                                    | sestan                                       | sesta                                        | sest                                         | sesta                                        | sestar                                       | sest                                         |
| dativ                                        | sestum                                       | sestri                                       | sestu                                        | sestum                                       | sestum                                       | sestum                                       |
| genitiv                                      | sests                                        | sestrar                                      | sests                                        | sestra                                       | sestra                                       | sestra                                       |

| Lagstur (har lagt sig), positiv, stærk bøjning | Lagstur (har lagt sig), positiv, stærk bøjning | Lagstur (har lagt sig), positiv, stærk bøjning | Lagstur (har lagt sig), positiv, stærk bøjning | Lagstur (har lagt sig), positiv, stærk bøjning | Lagstur (har lagt sig), positiv, stærk bøjning | Lagstur (har lagt sig), positiv, stærk bøjning |
|                                                | Singularis                                     | Singularis                                     | Singularis                                     | Pluralis                                       | Pluralis                                       | Pluralis                                       |
|                                                | Maskulinum                                     | Femininum                                      | Neutrum                                        | Maskulinum                                     | Femininum                                      | Neutrum                                        |
| ---------------------------------------------- | ---------------------------------------------- | ---------------------------------------------- | ---------------------------------------------- | ---------------------------------------------- | ---------------------------------------------- | ---------------------------------------------- |
| nominativ                                      | lagstur                                        | lögst                                          | lagst                                          | lagstir                                        | lagstar                                        | lögst                                          |
| akkusativ                                      | lagstan                                        | lagsta                                         | lagst                                          | lagsta                                         | lagstar                                        | lögst                                          |
| dativ                                          | lögstum                                        | lagstri                                        | lögstu                                         | lögstum                                        | lögstum                                        | lögstum                                        |
| genitiv                                        | lagsts                                         | lagstrar                                       | lagsts                                         | lagstra                                        | lagstra                                        | lagstra                                        |

Disse to participier besidder hverken en komparativ eller superlativ.
Participium præsens eksisterer ikke.
Mediopassiven kan have en meget lang række af betydningsændringer til følge fra at være simpelthen en tilbagevirkende handling (dens oprindelige funktion) til at blive et helt nyt verbum, helt eller næsten ubeslægtet med det oprindelige verbums betydning.
For dette findes der desværre ingen konkrete regler og i øvrigt kan mediopassiven ikke dannes for alle verber. Som eksempler kan man tage sprogets to vigtigste hjælpeverber, vera, som ikke har nogen mediopassiv og hafa som ganske vist har mediopassiven hafast, men da i stærkt ændret betydning: Þetta hefst betyder Dette vil (nok) lykkes.